# 瓦盧伊基 (舊別利斯克區)
49°5′22″N 38°48′24″E / 49.08944°N 38.80667°E
瓦盧伊基（烏克蘭語：Валуйки）是位於烏克蘭東部的村莊，由盧甘斯克州舊比利斯克區的舒利亨卡市鎮負責管轄。該村始建於1961年，面積0.2平方公里，海拔高度156米，2001年人口14，人口密度每平方公里70人。